# Tillman Thomas
Tillman Thomas, né le 13 juin 1945 à Hermitage, à la Grenade, est un homme politique grenadin membre du Congrès démocratique national, Premier ministre du 9 juillet 2008 au 20 février 2013.
Il est emprisonné pendant deux ans en tant que détenu politique sous le Gouvernement révolutionnaire populaire de Maurice Bishop au début des années 1980.
En décembre 1984, Thomas est élu député. Il travaille au ministère des Affaires juridiques de 1984 à 1990. En 1987, il est l'un des membres fondateurs du Congrès démocratique national (CDN). En 1990, il devient ministre du Tourisme. En 2000, il prend la tête du CDN. Ayant perdu son siège au Parlement aux élections de 1990, il ne redevient député qu'en 2003.
Le 8 juillet 2008, lors des élections législatives, le Congrès démocratique national remporte onze des quinze sièges au Parlement, et Thomas devient officiellement Premier ministre le lendemain, succédant à Keith Mitchell,.
Tillman Thomas est battu aux élections générales de 2013 et il doit céder son poste de Premier ministre à son opposant et prédécesseur, Keith Mitchell, le 20 février 2013.